# Лицеј
Лицеј или лицеум  (грч. Λύκειον) био је гимназијум у античкој Атини, најпознатији јер се везује за Аристотела и његову истоимену школу. Лицеум је родно место западне науке и филозофије. Зграда односно здање школе је добило име по храму посвећеном Аполону Ликијском и потиче пре 6. века пре нове ере, док је Аристотел основао своју познату школу тек 335. п. н. е.
Школу је опустошио римски генерал Корнелије Сула 86. п. н. е. Није познато када се угасио рад школе, али је локација школе остала прекривена маглом векова све до 1996. када је случајно откривена током припрема темеља за нови Музеј савремене уметности.
Назив лицеј уместо ликејон је увео Наполеон 1802. као назив за све више школе. Тај назив се проширио на многе језике, па и на српски и енглески, док се у неким језицима, као на пример немачком одржао назив потекао из грчког.
Од 20. века, назив опстаје само у појединим језицима, а нови назив високошколских установа, универзитет, почиње да преовладава. Током Другог светског рата, лицејима су се називале средње школе за Јевреје — Јеврејски лицеји, у који су ишле и Ана и Марго Франк 1942. у Амстердаму, одмах пошто је Нацистичка Немачка окупирала Холандију.